# Lygrus sudrei
Lygrus sudrei är en skalbaggsart som beskrevs av Karl Adlbauer 2004. Lygrus sudrei ingår i släktet Lygrus och familjen långhorningar.
Artens utbredningsområde är Gabon. Inga underarter finns listade i Catalogue of Life.